# Erdmuthe-Dorothée Reuss d'Ebersdorf
Erdmuthe-Dorothée, comtesse de Zinzendorf, née comtesse Reuss d'Ebersdorf (7 novembre 1700 à Ebersdorf - 19 juin 1756 à Herrnhut) est une piétiste allemande et écrivaine d'hymnes.

## Biographie
Erdmuthe-Dorothée est née le 7 novembre 1700, dans le village de Ebersdorf, en Thuringe. Elle est la fille du comte Henri X Reuss d'Ebersdorf et sa femme, Erdmuthe Benigna de Solms-Laubach. Elle reçoit une éducation piétiste selon les principes de Philipp Jacob Spener.
En 1721, à l'occasion du mariage de son frère, Henri XXIX Reuss d'Ebersdorf, elle rencontre son ami le comte Nikolaus Ludwig von Zinzendorf, qui veut à l'origine épouser la fiancée d'Henri, Sophie-Théodora de Castell-Remlingen (1703-1777). Exactement un an plus tard, elle l'épouse. Le mariage est décrit comme combatif, basée sur une décision mutuelle de lutter pour des objectifs communs, plutôt que de la commodité ou de l'amour. Ils ont douze enfants, parmi eux, Christian Renatus von Zinzendorf (en).
Erdmuthe, qui a appris de sa mère comment administrer un comté, reprend l'entreprise de la gestion des possessions de son mari à Berthelsdorf. Dans l'Eglise Morave, elle fonde un orphelinat, en plus d'élever ses propres douze enfants. Après la première expulsion de son mari en 1732, il lui transfère ses biens. Elle voyage dans plusieurs pays d'Europe avec son mari, et au cours de ses onze années d'exil, elle administre ses actifs gérés et dirigé l'Église Morave.
En 1755, son mari, rentre d'exil à Londres. Ils créent une distance lors de son exil, et vivent séparément après son retour : il réside dans son château dans Berthelsdorf ; elle vit à Herrnhut. Après la mort de son dernier fils, Christian Renatus, sa santé commence à décliner.
Erdmuthe-Dorothée écrit un certain nombre d'hymnes et initie la publication annuelle Quotidien mots d'ordre.